# 芸術と歴史の街
- 芸術と歴史の町[1]

芸術と歴史の街・地方（フランス語：Villes et Pays d'art et d'histoire）とは、1985年以降フランス文化・通信省によって認定されている文化遺産保護推進活動で、文化保護と推進を行っている街・地方に与えられる称号である。
2005年に廃止された Ville d’art（芸術の街） を引き継ぎ、2005年には130ヶ所が登録された。